# روي مونتيرو
روي مونتيرو هو لاعب كرة قدم برتغالي في مركز الوسط، ولد في 6 يناير 1991 في شنترة في البرتغال. لعب مع أتلتيكو كاسا بيا.

## وصلات خارجية
- روي مونتيرو على موقع قاعدة بيانات كرة القدم.إي يو (الإنجليزية)
- روي مونتيرو على موقع Soccerway.com (الإنجليزية)